# Åke Johansson
Åke Johansson (19 de março de 1928 - 21 de dezembro de 2014) foi um futebolista sueco. Ele competiu na Copa do Mundo FIFA de 1958, sediada na Suécia, na qual a seleção de seu país foi a vice-campeã.